# جودة الفيديو
جودة الفيديو هي الصفة المميزة لشريط فيديو مر من خلال عملية نقل أو نظام معالجة ، وهو قياس لمدى تدهور فيديو الناتج (عادة ، بالمقارنة مع الأصل). الأنظمة التي تستغل الفيديو قد تحدث بعض التشويه أو الأعمال الفنية في إشارة الفيديو. لهذا فإن تقييم جودة الفيديو مشكلة هامة.